# Campionato italiano di hockey su ghiaccio 2018-2019
Il Campionato italiano di hockey su ghiaccio 2018-2019 vede confermata la struttura rispetto alla stagione precedente.

## Struttura
I tornei furono organizzati nei seguenti livelli:
| Livello | Denominazione campionato                           | Partecipanti                                        | Partecipanti                                        |
| ------- | -------------------------------------------------- | --------------------------------------------------- | --------------------------------------------------- |
| 1º      | Italian Hockey League - Serie A Alps Hockey League | 8 17 (8 squadre italiane, 7 austriache e 2 slovene) | 8 17 (8 squadre italiane, 7 austriache e 2 slovene) |
| 2º      | Italian Hockey League                              | 10                                                  | 10                                                  |
| 3º      | Italian Hockey League - Division I                 | 5 (Girone Ovest)                                    | 7 (Girone Est)                                      |

## Italian Hockey League - Serie A / AHL
Al momento della chiusura delle iscrizioni, il 10 maggio 2018, le squadre italiane partecipanti alla Alps Hockey League e alla Italian Hockey League - Elite erano salite a 9: oltre alle otto della stagione precedente, infatti, aveva richiesto ed ottenuto una wild card l'Hockey Milano Rossoblu. Successivamente, tuttavia, l'HC Egna ha ritirato la propria iscrizione, scegliendo di proseguire l'attività col solo settore giovanile.
Su richiesta della Lega Italiana Hockey Ghiaccio, il consiglio federale della FISG decise di ribattezzare il torneo che assegna lo scudetto: non più Italian Hockey League - Elite, ma Italian Hockey League - Serie A.
Sono cambiati anche i criteri per l'accesso all'Italian Hockey League - Serie A. Si qualificano sempre quattro squadre, ma sono cambiate sia la modalità di qualificazione (arriveranno alle semifinali le quattro squadre meglio classificate al termine della regular season della AHL 2018-2019 tenendo conto dei soli incontri fra squadre italiane) che la formula (non più una Final Four in gara unica, ma semifinali e finali con gare di andata e ritorno).
| Squadre iscritte alla IHL-Elite nel campionato 2018-19 | Squadre iscritte alla IHL-Elite nel campionato 2018-19 | Squadre iscritte alla IHL-Elite nel campionato 2018-19 | Squadre iscritte alla IHL-Elite nel campionato 2018-19 | Squadre iscritte alla IHL-Elite nel campionato 2018-19 | Squadre iscritte alla IHL-Elite nel campionato 2018-19 |
| Club                                                   | Regione                                                | Città                                                  | Arena                                                  | Capacità                                               | Presenze in massima serie                              |
| ------------------------------------------------------ | ------------------------------------------------------ | ------------------------------------------------------ | ------------------------------------------------------ | ------------------------------------------------------ | ------------------------------------------------------ |
| SG Cortina                                             | Veneto                                                 | Cortina d'Ampezzo (BL)                                 | Stadio Olimpico del Ghiaccio                           | 2.700                                                  | 71                                                     |
| HC Pustertal                                           | Trentino-Alto Adige                                    | Brunico (BZ)                                           | Rienzstadion                                           | 2.050                                                  | 45                                                     |
| Ritten Sport Campione d'Italia in carica               | Trentino-Alto Adige                                    | Collalbo (BZ)                                          | Arena Ritten                                           | 1.200                                                  | 23                                                     |
| HC Fassa                                               | Trentino-Alto Adige                                    | Alba di Canazei (TN)                                   | Gianmario Scola                                        | 3.500                                                  | 34                                                     |
| Asiago Hockey Campione di AHL in carica                | Veneto                                                 | Asiago (VI)                                            | Hodegart                                               | 3.000                                                  | 55                                                     |
| WSV Sterzing Broncos                                   | Trentino-Alto Adige                                    | Vipiteno (BZ)                                          | Weihenstephan Arena                                    | 1.700                                                  | 13                                                     |
| HC Gherdëina                                           | Trentino-Alto Adige                                    | Selva di Val Gardena (BZ)                              | Pranives                                               | 2.000                                                  | 52                                                     |
| Hockey Milano Rossoblu                                 | Lombardia                                              | Milano                                                 | Stadio del ghiaccio Agorà                              | 4.000                                                  | 4                                                      |

## Italian Hockey League
Le squadre iscritte alla seconda serie sarebbero dovute restare 12: alla partenza dell'Hockey Milano Rossoblu, iscrittosi in Serie A, avrebbe sopperito l'arrivo dell'HC Bressanone, vincitore dell'IHL - Division I 2017-2018.
Nel mese di giugno, poco più di un mese dopo l'ufficializzazione da parte della FISG dell'organico, due squadre, l'Hockey Club Chiavenna e l'Hockey Club Feltreghiaccio si autoretrocessero in IHL - Division I per motivi economici, lasciando il torneo a 10 partecipanti.
| Squadre iscritte alla IHL nel campionato 2018-19 | Squadre iscritte alla IHL nel campionato 2018-19 | Squadre iscritte alla IHL nel campionato 2018-19 | Squadre iscritte alla IHL nel campionato 2018-19 | Squadre iscritte alla IHL nel campionato 2018-19 | Squadre iscritte alla IHL nel campionato 2018-19 |
| Club                                             | Regione                                          | Città                                            | Arena                                            | Capacità                                         |                                                  |
| ------------------------------------------------ | ------------------------------------------------ | ------------------------------------------------ | ------------------------------------------------ | ------------------------------------------------ | ------------------------------------------------ |
| Alleghe Hockey                                   | Veneto                                           | Alleghe (BL)                                     | Stadio Alvise De Toni                            | 2.500                                            |                                                  |
| Hockey Como                                      | Lombardia                                        | Como                                             | Palaghiaccio Casate                              | 2.500                                            |                                                  |
| HC Varese                                        | Lombardia                                        | Varese                                           | PalAlbani                                        | 1.200                                            |                                                  |
| Falcons Bressanone                               | Trentino-Alto Adige                              | Bressanone (BZ)                                  | Palaghiaccio Bressanone                          | 2.500                                            |                                                  |
| SC Auer                                          | Trentino-Alto Adige                              | Ora (BZ)                                         | Eisplatz Schwarzenbach                           | 500                                              |                                                  |
| Hockey Pergine                                   | Trentino-Alto Adige                              | Pergine Valsugana (TN)                           | Stadio del ghiaccio di Pergine                   | 2.500                                            |                                                  |
| HC Merano J                                      | Trentino-Alto Adige                              | Merano (BZ)                                      | MeranArena                                       | 3.000                                            |                                                  |
| HC Eppan Campione in carica                      | Trentino-Alto Adige                              | Appiano sulla Strada del Vino (BZ)               | Stadio del ghiaccio di Appiano                   | 1.500                                            |                                                  |
| SV Kaltern                                       | Trentino-Alto Adige                              | Caldaro sulla strada del vino (BZ)               | Palaghiaccio Caldaro                             | 1.500                                            |                                                  |
| HC Fiemme                                        | Trentino-Alto Adige                              | Cavalese (TN)                                    | Palazzetto del Ghiaccio di Cavalese              | 2.300                                            |                                                  |

## Italian Hockey League - Division I
Le squadre iscritte alla Italian Hockey League - Division I erano inizialmente 11; erano sei le squadre confermate dalla stagione precedente: Val Venosta, Hockey Pieve, Vipiteno C, ValpEagle, Sporting Pinerolo e Real Torino. Oltre al Bressanone promosso in IHL, mancavano quindi Valpellice (estromesso dal campionato precedente per non essersi presentata a due incontri), Varese Killer Bees, Val Pusteria Junior e Valrendena. Al loro posto erano ritornate a disputare un campionato senior le squadre Aosta Gladiators (che nella stagione precedente aveva ritirato l'iscrizione a poche settimane dall'inizio del campionato), Piné (la cui prima squadra mancava dalla stagione 2008-2009, quando tuttavia si era ritirata), Dobbiaco (che, dopo alcuni campionati giocati in Austria era stata richiamata in italia dalla FISG nella stagione precedente, ma che poi non si era iscritta), Torino Bulls (che mancavano dal 2015-2016) e Hockey Academy Bolzano (alla sua prima partecipazione).
Nel mese di giugno, poco più di un mese dopo l'ufficializzazione da parte della FISG dell'organico della IHL, due squadre, l'Hockey Club Chiavenna e l'Hockey Club Feltreghiaccio si autoretrocessero in IHL - I Division per motivi economici, portando il torneo a 13 partecipanti, 7 nel girone Est e 6 nel girone Ovest. Il girone Ovest perse tuttavia un ulteriore partecipante a ridosso della stesura dei campionati, a causa della rinuncia dello Sporting Pinerolo.
A seguito della fusione fra i settori giovanili dell'Hockey Academy Bolzano e dell'Hockey Club Bolzano, venne coinvolta nel progetto anche la squadra iscritta in IHL - Division I, che venne anch'essa ribattezzata HCB Foxes Academy.
| Squadre iscritte alla IHL-Division I nel campionato 2017-18 | Squadre iscritte alla IHL-Division I nel campionato 2017-18 | Squadre iscritte alla IHL-Division I nel campionato 2017-18 | Squadre iscritte alla IHL-Division I nel campionato 2017-18 | Squadre iscritte alla IHL-Division I nel campionato 2017-18 | Squadre iscritte alla IHL-Division I nel campionato 2017-18 |
| Girone                                                      | Club                                                        | Regione                                                     | Città                                                       | Arena                                                       | Capacità                                                    |
| ----------------------------------------------------------- | ----------------------------------------------------------- | ----------------------------------------------------------- | ----------------------------------------------------------- | ----------------------------------------------------------- | ----------------------------------------------------------- |
| Ovest                                                       | Aosta Gladiators                                            | Valle d'Aosta                                               | Aosta (AO)                                                  | Palaghiaccio di Aosta                                       | ?                                                           |
| Ovest                                                       | Real Torino                                                 | Piemonte                                                    | Torino (TO)                                                 | Palasport Tazzoli                                           | 2.290                                                       |
| Ovest                                                       | Torino Bulls                                                | Piemonte                                                    | Torino (TO)                                                 | Palasport Tazzoli                                           | 2.290                                                       |
| Ovest                                                       | ValpEagle                                                   | Piemonte                                                    | Torre Pellice (TO)                                          | Pala Cotta Morandini                                        | 2.370                                                       |
| Ovest                                                       | Chiavenna                                                   | Lombardia                                                   | Chiavenna (SO)                                              | Palaghiaccio di Chiavenna                                   | 450                                                         |
| Est                                                         | Hockey Pieve                                                | Veneto                                                      | Pieve di Cadore (BL)                                        | Stadio del ghiaccio di Tai di Cadore                        | ?                                                           |
| Est                                                         | Feltreghiaccio                                              | Veneto                                                      | Feltre (BL)                                                 | Palaghiaccio Feltre                                         | 2.500                                                       |
| Est                                                         | Dobbiaco                                                    | Trentino-Alto Adige                                         | Dobbiaco (BZ)                                               | Palaghiaccio di Dobbiaco                                    | ?                                                           |
| Est                                                         | WSV Sterzing Vipiteno C                                     | Trentino-Alto Adige                                         | Vipiteno (BZ)                                               | Weihenstephan Arena                                         | 1.700                                                       |
| Est                                                         | Foxes Academy                                               | Trentino-Alto Adige                                         | Bolzano (BZ)                                                | Palaonda Palaghiaccio Sill                                  | 7.220 ?                                                     |
| Est                                                         | HC Piné                                                     | Trentino-Alto Adige                                         | Baselga di Piné (TN)                                        | Stadio del ghiaccio                                         | 1.880                                                       |
| Est                                                         | HC Val Venosta                                              | Trentino-Alto Adige                                         | Laces (BZ)                                                  | IceForum                                                    | 400                                                         |

## Supercoppa italiana
| Arbitri: | Simone Lega Willy Vinicio Volcan |

| |           | |
| Lutz (Eriksson) 12:30 Sislannikovs 17:28 Sislannikovs (S. Kostner) 23:12 Eriksson 43:25 Tudin (Lutz, S. Kostner) 65:08 | Marcatori | 9:41 Verreault-Paul (Terzago, Ilic) 27:40 Doucet (Ilic, Caletti) 31:04 Asinelli (Doucet, Verreault-Paul) 45:34 Terzago (Doucet, Caletti) |

  Il Ritten Sport ha vinto la sua quarta Supercoppa italiana, battendo per la seconda volta consecutiva il Milano Rossoblu.